# Kasztelan (Bier)

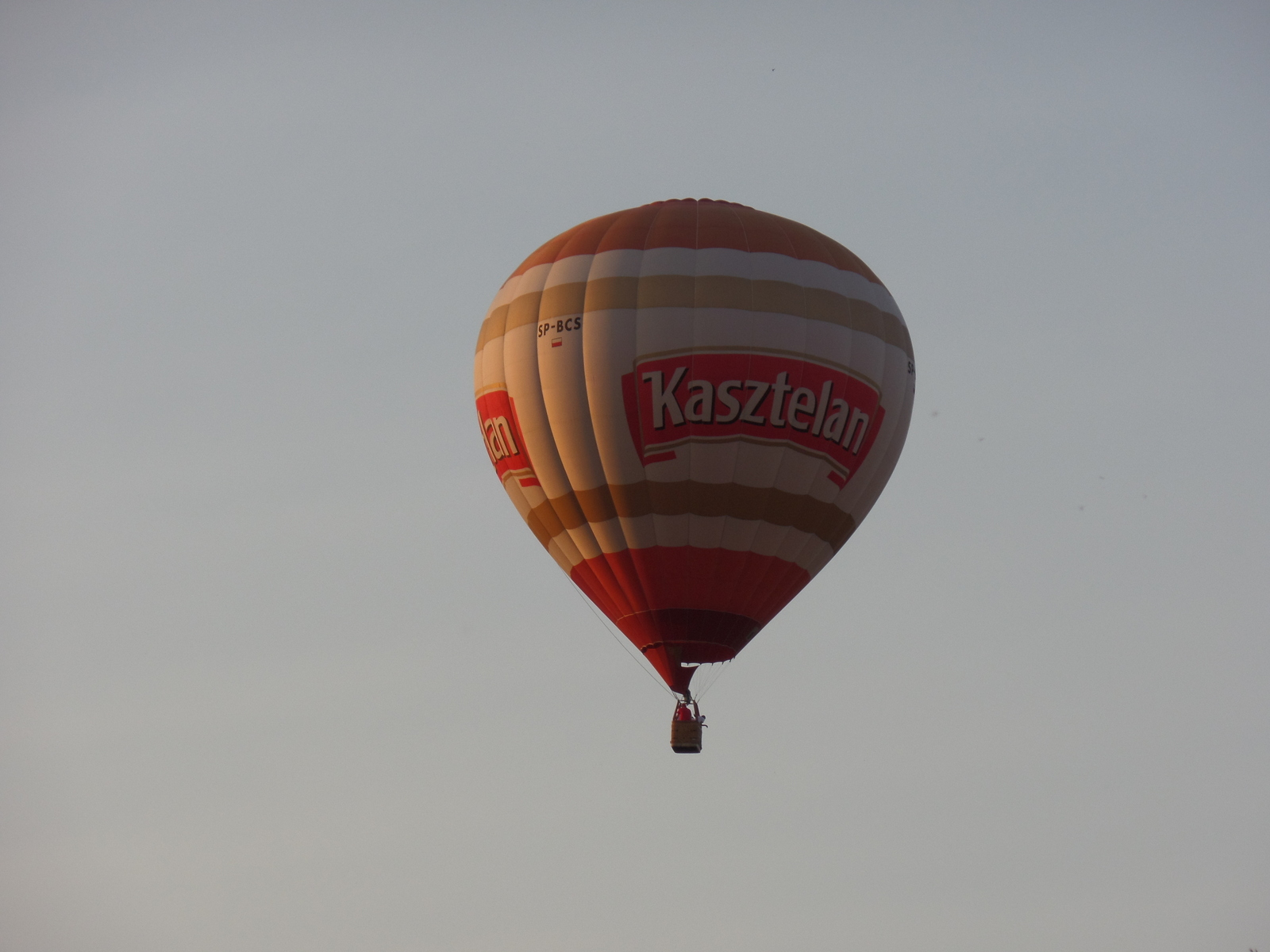
Ballon mit Logo des Biers

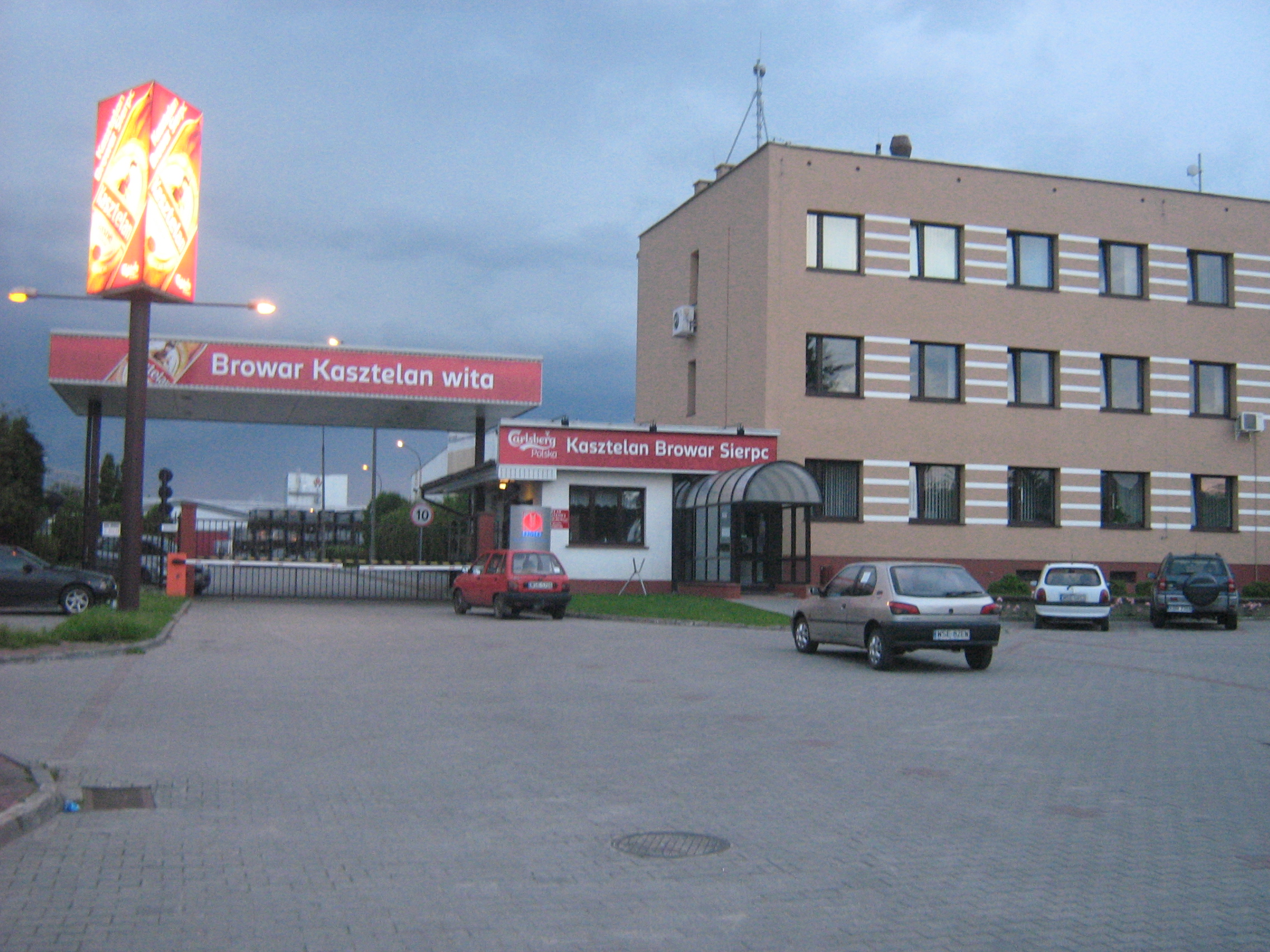
Einfahrt zur Brauerei Sierpc

Kasztelan (zu deutsch: Kastellan, Burggraf) ist ein Bier aus Polen mit einem Alkoholgehalt von 5,7 % Vol. Es wird in der Brauerei in Sierpc gebraut, die zur Brauereigruppe Carlsberg Polska gehört, die wiederum Teil des dänischen Carlsberg-Konzerns ist. Die Tradition des Bierbrauens in Sierpc stammt aus dem Mittelalter, die derzeitige Brauerei entstand Mitte des 20. Jahrhunderts. Neben Kasztelan gehören zur Gruppe Carlsberg Polska weitere Biermarken wie Bosman, Harnaś, Okocim und Piast. Im Logo ist ein polnischer Magnat aus dem 16. Jahrhundert.